# Brahinit
Brahinit je vrsta meteorita iz skupine preprostih ahondritov (kamnitih meteoritov). 

Brahiniti imajo ime po meteoritu Brachina, ki so ga našli 26. maja 1974 v puščavi južne Avstralije. 
Brahiniti so v glavnem sestavljeni iz olivina, avgita, troilita  (FeS) in ortopiroksena. Njihova starost je ocenjena na okoli 4,5 milijard let .
Od nastanka do danes so doživeli taljenje in rekristalizacijo.
Starševsko telo brahinitov še ni znano, verjetno je to asteroid tipa  S ali tipa A
Podobno kot akapulkoiti so tudi brahiniti nastali iz hondritov.